# Le Temps des vertiges
Pour plus de détails, voir Fiche technique et Distribution.
Le Temps des vertiges - Michel Bouquet est un documentaire français réalisé par Jean-Pierre Larcher, sorti en 2011
Co-écrit avec Tatiana Becquet et produit par Basile Bohard, ce film est consacré à l’acteur Michel Bouquet.

## Synopsis
Ce documentaire accompagne l’acteur au cours des 100 représentations de la pièce « Le roi se meurt » d’Eugène Ionesco qu’il interprète pour la troisième fois de sa carrière. Les entretiens portent essentiellement sur ses questionnements sur notre époque, et ses introspections sur la mort.